# Papp Krisztina
Papp Krisztina (Verpelét, 1982. december 17. –) magyar futó.

## Sportpályafutása
1996-ban, verpeléti, kék-piros színekben versenyezve szerzett ezüst és bronzérmet a 14 éves korosztály országos bajnokságán 800 és 3000 méteren. Egy év múlva korosztálya 800 méteres bajnoka, 400 méteren második lett. 1998-ban már az UTE versenyzőjeként 800 méteren a felnőttek között 5., a serdülőknél második lett az ob-n. 1999-ben a fedett pályás ob-n a felnőttek között 800 méteren lett 5, az ifiknél 1500 méteren első lett. A serdülő mezeifutó-bajnokságon második volt. A szabadtéri szezonban a felnőtteknél 800 méteren lett 4. helyezett, a serdülőknél első lett. A váltó ob-n 4 x 800 méteren bajnok lett. A mezeifutó ifjúsági Eb-n 55. volt. Az esbjergi Európai ifjúsági olimpiai napokon 800 méteren harmadik volt.
A 2000-es fedett pályás ob-n 800 és 1500 méteren egyaránt ezüstérmes volt. A juniorok között 800 méteren lett bajnok. A mezeifutó junior ob-n szintén második volt. A szabadtéri ob-n 800 és 1500 méteren 5. volt. A junioroknál ugyanezeken a távokon bajnok lett. A chilei junior-vb-n 1500 méteren 19. volt. A malmői mezeifutó junior-Eb-n 32. volt.
A 2001-es fedett pályás szezonban a felnőttek között 3. volt 1500, 4. 3000 méteren. A junior mezeifutó ob-n első helyezett volt. A szabadtéri ob-n 1500 méteren 3., 5000 méteren 2. volt. A junioroknál 1500-on és 3000-en, 10 000 méteren és 15 kilométeren lett bajnok. A grossetói junior Eb-n 3000 méteren lett 4. helyezett volt. A junior mezeifutó Eb-n 30. volt.
2002-ben fedett pályán 1500 méteren 3., 3000 méteren második lett. Szabadtéren 10 000 méteren első, 5000 méteren ezüstérmes volt. Az utánpótláskorúaknál 5000, 10 000, félmaratonon lett bajnok. A fedett pályás bécsi Eb-n 12. volt 3000 méteren. A müncheni Eb-n 5000 méteren lett 16. helyezett. A mezeifutó Eb-n 26. volt.
A következő évben a 3000 méteres fedett pályás ob-n lett második. Szabadtéren 1500 méteren első, 10 000 méteren harmadik lett. Az utánpótlás korosztályban 1500, 5000, 10 000 méteren és félmaratonon lett bajnok. Az U23-as bydgoszczi Eb-n 10 000 méteren első, 5000-en negyedik lett.
2004-ben a mezeifutó ob-n második, csapatban első lett. A szabadtéri bajnokságon 5000 méteren első, 1500 és 10 000 méteren második volt. Az utánpótláskorúaknál 1500 és 10 000 méteren bajnok volt. A mezeifutó Eb-n egyéniben 21., csapatban 5. volt. Az athéni olimpián 5000 méteren 32. lett.
2005-ben mezeifutó egyéni és csapatbajnok volt. A pályabajnokságon 1500, 5000 és 10 000 méteren lett első. A madridi fedett pályás Eb-n 7. volt. A mezeifutó Eb-n 45. helyezett lett.
2006-ban ismét indult a fedett pályás ob-n. 1500 és 3000 méteren szerzett bajnoki címet. Mezeifutásban megvédte tavalyi magyar bajnoki győzelmeit. Szabadtéren 1500 és 10 000 méteren szerzett aranyérmet. A göteborgi Eb-n 5000 méteren 8. lett. A 10 kilométeres Európa-kupán harmadik volt. Szeptemberben az Európa-válogatott tagja volt a világ kupán.
2007-ben félmaraton első, 10 000 méteren második volt. Az Universiadén az 5000 méteres versenyt feladta.
A 2008-as fedett pályás bajnokságon 1500 és 3000 méteren nyert aranyérmet. Szabadtéren 1500 és 10 000 méteren első lett. Júniusban Jerezben teljesítette az olimpiai B-szintet. A pekingi olimpián 5000 méteren 27. volt.
2009-ben 1500 méteren pálya- és fedett pályás bajnok lett. Mezeifutásban egyéni bajnok lett. A berlini vb-n 5000 méteren 14. volt. 2010-ben amerikai edzőtáborozása során élete legjobbját futotta 10 000 méteren és csak 6 másodperccel maradt el a magyar csúcstól. A barcelonai Eb-n 10 000 méteren nyolcadik, 5000-en 14. volt. Az ob-n 1500 méteren első lett. A 2011-es atlétikai világbajnokságon 16. helyezett lett 10 000 méteren.
A 2012-es mezeifutó Európa-bajnokságon 43. volt. Az Európa-bajnokságon feladta a 10 000 méteres versenyt. A 2014-es atlétikai Európa-bajnokságon kilencedik lett 10 000 méteren. 2015 áprilisában először indult maratoni távon. A rotterdami versenyen 2:36:59 alatt ért célba. Ezzel teljesítette az olimpiai kiküldetési szintet. A 2016-os atlétikai Európa-bajnokságon félmaratonon 24. lett.
A 2018-as atlétikai Európa-bajnokságon 10 000 méteres síkfutásban 13. lett. Másnap bejelentette, hogy pályán nem versenyez többet.

## Díjai, elismerései
- Az év magyar atlétája (2006, 2009, 2010)